# Lutz Fleischwaren
Die Lutz Fleischwaren GmbH war ein deutscher Nahrungsmittelhersteller.
Das im Jahr 1891 von Wilhelm Lutz in Günzburg als Kaiserlich Lutzer's Fleischwaren-Manufaktur zu Günzburg gegründete Unternehmen stellte Wurst, Schinken und Fertiggerichte aus Fleisch her.
Seit 1969 stellte die Wilhelm Lutz KG das Dach des Zusammenschlusses aller Fleischverarbeitungsaktivitäten der Südfleisch dar. 1978 gründete Lutz mit der amerikanischen Otto and Sons Inc. (OSI-Gruppe) in Günzburg das
Gemeinschaftsunternehmen Esca Food Solutions, heutige OSI Food Solutions Germany, zur Belieferung von McDonald’s. 1991 wurde die Wilhelm Lutz KG zunächst in die Lutz Fleischwaren AG, später in die Lutz Fleischwaren GmbH umgewandelt.
Das ab 2006 zur niederländischen Vion N.V. gehörende Unternehmen produzierte an den Standorten Landsberg am Lech, Chemnitz und Hammelburg. Neben der Belieferung des deutschen Lebensmittel-Einzelhandels und Industriekunden betrieb die Gruppe auch eigene Retail-Standorte im Filialkonzept. Nachdem 2007 der Standort Kulmbach (Bayern) mit 100 Mitarbeitern nach Chemnitz in Sachsen verlagert wurde, folgte 2008 die Schließung des Standorts Helmbrechts (Bayern), hier erfolgte die Verlagerung aufgrund hoher Subventionen auch in die neuen Bundesländer – in Nohra wurden dafür 70 Millionen Euro investiert.
Im Mai 2014 veräußerte Vion den deutschen Teil der Sparte Convenience Retail, bestehend aus sieben Produktionsstätten, 29 Verkaufsstellen, neun Frischecentern und drei Fleischmärkten sowie den Marken Lutz, Nocker, Weimarer, Artland, Heiter – Ihr Rheingauer Metzger und Vegetaria mit einem Gesamtumsatz von 435 Mio. Euro. Die Sparte wurde unter dem Dach von Lutz Fleischwaren zusammengeführt. Neuer Haupteigentümer wurde ein Konsortium unter Führung des Münchener Beteiligungsunternehmens Paragon Partners. Dem Konsortium gehörten des Weiteren der frühere Schinkenhersteller Jürgen Abraham (Gründer von Abraham Schinken) und der ehemalige Chef von Vion Deutschland, Norbert Barfuß, an.
2014 verhängte das Bundeskartellamt gegen 21 Wurstunternehmen, darunter Lutz Fleischwaren, eine dreistellige Millionenstrafe wegen illegaler Preisabsprachen im Rahmen des sogenannten Wurstkartells.
Am 26. April 2017 stellte Lutz Fleischwaren wegen Überschuldung und Zahlungsunfähigkeit beim Amtsgericht Augsburg einen Insolvenzantrag. Das Insolvenzverfahren wurde am 1. Juli 2017 beim Amtsgericht Augsburg (Az. 7 IN 351/17) eröffnet.
Im Juli 2017 wurde eine Vereinbarung zur Aufteilung der Lutz-Produktionsstandorte unter den Mitbewerbern Tönnies-Gruppe, Zur-Mühlen-Gruppe (mit der Tönnies-Gruppe verbunden) und Vion Food Group geschlossen, wodurch die Arbeitsplätze erhalten werden konnten. Tönnies übernahm den Standort Badbergen, Zur Mühlen die Standorte Landsberg, Weimar und Chemnitz. Die Produktionsstätte in Germaringen (Otto Nocker) sowie die Fleischmärkte in Ingolstadt, Traunstein, Günzburg, Kulmbach, Blaichach und Hammelburg gingen an Vion. Der Fleischmarkt München und die ehemalige Holding „Lutz Convenience Food GmbH“ wurden geschlossen.
Der Standort Landsberg nannte sich seit 2017 Landsberger Wurstspezialitäten GmbH & Co. KG mit Sitz in Rheda-Wiedenbrück (Tönnies), er wurde 2020 geschlossen. Die „Otto Nocker GmbH“ existiert weiter als Vion-Tochter. Der Unternehmensname Lutz existiert nur noch als Vertriebslinie unter der Firma „Lutz!Markenvertrieb GmbH“ mit Sitz in Rheda-Wiedenbrück.